# Punycode
Punycode é um protocolo de programação em que uma cadeia de caracteres Unicode pode ser traduzida para a codificação de caracteres mais limitada permitida para nomes de domínio. Foi publicado na Internet pela IETF no RFC 3492.
A codificação é usada como parte do IDNA, um sistema que permite o uso de nomes de domínio internacionais em todas as línguas suportadas pelo Unicode, de forma que a tradução é deixada para responsabilidade da aplicação do utilizador (como um navegador).